# راشميكا ماندانا
راشميكا ماندانا (ولدت في 5 أبريل 1996)، هي ممثلة أفلام وعارضة هندية، تعمل بشكل أساسي في سينما التيلجو والكانادا. هي التي يطلق عليها شعبيا من قبل وسائل الإعلام وصناعة السينما الكانادا باسم «كارناتاكا كراش». صنفتها مجلة تايمز الهندية في المرتبة الأولى ضمن قائمة «أكثر 30 امرأة مرغوبة لعام 2017». تعتبر راشميكا واحدة من أكثر الممثلات شعبية وأعلاهن أجرا في صناعة السينما التيلوجو والكانادا.
مثّلت راشميكا دورها الأول في 2016 في فيلم Kirik Party باللغة الكنادية. وفي عام 2017 قامت ببطولة فيلمين ناجحين تجاريا، أنجاني بوترا وشاماك، وفي 2018 ظهرت لأول مرة في سينما التيلجو، في فيلم الدراما الرومانسية Chalo ، في العام نفسه، لعبت دور البطولة في فيلم رومكوم غيثا جوفيندام، الذي أصبح واحداً من أعلى الأفلام أرباحا على الإطلاق في تاريخ سينما التيلوجو، وحازت بسببه على تقدير كبير
لعبت ماندانا أدوارا بطولية في عدد من الأفلام الناجحة تجاريا مثل Kirik Party (2016)، Anjani Putra (2017)، Chamak (2017)، Chalo (2018)، Geetha Govindam (2018) و Yajamana (2019). وهذه النجاحات جعلتها واحدة من أكثر الممثلات رواجًا في صناعة الأفلام في جنوب الهند.

## النشأة
وُلدت راشميكا ماندانا في 5 إبريل / نيسان 1996، كابنة كبرى لسومان ومدان ماندانا في فيرابيت، وهي بلدة في مقاطعة كوداجو في ولاية كارناتاكا الهندية درست في مدرسة كورج العامة (COPS)، قبل أن تتابع دراستها ما قبل الجامعية في معهد ميسور للتجارة والفنون، وحصلت على درجة البكالوريوس في علم النفس والصحافة والأدب الإنجليزي من كلية رامايا للفنون والعلوم والتجارة، وكانت إلى جانب دراستها تعمل كمودل وظهرت في إعلانين.

## الحياة الشخصية
كانت راشميكا مخطوبة للممثل راكشيت شيتي، الذي بدأ بمواعدتها أثناء تصوير فيلم Kirik Party وتقدم لخطبتها في 3 يوليو 2017 في حفل خاص في مسقط رأسها Virajpet، وفي نهاية 2018 انفصلا عن بعضهما، بسببب مشاكل التوافق حسبما أشاروا.

## وصلات خارجية
- راشميكا ماندانا على موقع IMDb (الإنجليزية)
- راشميكا ماندانا على موقع قاعدة بيانات الأفلام العربية
- راشميكا ماندانا على موقع قاعدة بيانات الفيلم (الإنجليزية)
- راشميكا ماندانا على موقع كينوبويسك (الروسية)